# Alia tuberosa
Alia tuberosa är en snäckart som först beskrevs av Carpenter 1864.  Alia tuberosa ingår i släktet Alia och familjen Columbellidae. Inga underarter finns listade i Catalogue of Life.